# 10 Peach
10 Peach — австралийский бесплатный телеканал. Был основан 11 января 2011 года под названием «Eleven». Принадлежал компании «ElevenCo», которая была создана как совместное предприятие «Ten Network Holdings» и «ViacomCBS Domestic Media Networks» (в 2017 году приобрела Network Ten). На канале выходят программы, ориентированные на молодёжную аудиторию. До запуска телеканала «10 Shake» в сентябре 2020 года, на «10 Peach» транслировались детские передачи.

## Основная информация
В 2010 году независимая компания «Ten Network Holdings» совместно с международным дистрибьютором CBS Studios International учредили предприятие «ElevenCo». «Ten Network Holdings» принадлежали две трети акций предприятия, оставшаяся доля принадлежала «CBS». Впоследствии, в 2017 «CBS Corporation» приобрела в собственность «Ten Network Holdings» и стала полноправным владельцем «Eleven». 31 октября 2018 года канал «Eleven» был переименован в «10 Peach» в рамках крупного ребрендинга «Network Ten». Позднее, в 2019 году, после слияния «CBS Corporation» и «Viacom», телеканал «10 Peach» стал дочерней сетью «MTV» и «Nickelodeon».
Эфир состоит из фильмов и сериалов 80-х, 90-х и 2000-х годов, которые выпускали Paramount Television, CBS Studios и CBS Studios International (через компанию ViacomCBS), а также тв-шоу и сериалов ориентированных на молодёжь. На телеканале выходит самый продолжительный сериал австралийского телевидения — «Соседи». В 2015 году сериал был самой популярной австралийской программой на цифровых многоканальных каналах, в среднем собирая 278 000 зрителей.
6 апреля 2020 года в эфир добавили шестичасовой программный блок детского контента «Nickelodeon», который транслировали под названием «Toasted TV». 27 сентября 2020 года детские программы были полностью перенесены на детский телеканал «10 Shake». Последний выпуск программы вышел в эфир 18 сентября.